# 北九州市立西小倉小学校
北九州市立西小倉小学校（きたきゅうしゅうしりつにしこくらしょうがっこう）は、福岡県北九州市小倉北区城内にある公立小学校。区内では最も生徒数が多い学校である。

## 沿革
（沿革節の主要な出典は公式サイト）
- 1873年（明治6年）4月- 明誠小学校として開校
- 1876年（明治9年）-盈進小学校に改称
- 1882年（明治15年）-小倉女子小学校に改称
- 1886年（明治19年）-小倉西尋常小学校に改称
- 1892年（明治25年）-室町女子尋常小学校に改称
- 1907年（明治40年）-高等科を併設し室町尋常高等小学校に改称
- 1915年（大正4年）-西小倉尋常小学校に改称
- 1922年（大正11年）-高等科（二年間）を併設し西小倉尋常高等小学校に改称
- 1935年（昭和10年）-高等科を廃止し西小倉尋常小学校に改称
- 1941年（昭和16年）-西小倉国民学校に改称
- 1947年（昭和22年）-小倉市立西小倉小学校に改称
- 1963年（昭和38年）-北九州市立西小倉小学校に改称
- 1974年（昭和49年）-創立百周年記念式典を挙行
- 1993年（平成5年）-創立百二十周年記念式典を挙行
- 2002年（平成14年）-百三十周年記念式典を挙行
- 2012年（平成24年）-創立１４０周年記念式典を挙行
- 2022年（令和4年） -創立１５０周年記念式典を挙行

## 交通
- JR西小倉駅から徒歩9分
- 西鉄バス北九州小倉北警察署前バス亭から徒歩1分